# CS 가스
CS 가스(CS Gas) 또는 2-클로로벤즈알말로노나이트릴(C10H5ClN2) 혹은 최루가스(催淚 - )로 불리며, 살상력은 가지고 있지 않다. CS 가스는 Ben Corson과 Roger Stoughton 두 미국인이 1928년 미들버리 칼리지에서 개발하였으며, 이 화합물의 이름은 두 명의 발견자의 성에서 따온 것이다. CS는 일반 온도에서는 고체 상태로 존재하지만, 에어로졸상태로 사용한다.
CS 가스는 1950년대와 60년대 영국 Wiltshire의 Porton Down에서 비밀리에 개발되고 실험되었다. CS는 처음에 동물에게 사용되었으며, 그다음에 영국군에서 지원자를 받아서 실험하였다. 특히 CS 가스는 동물에 대한 제한적인 눈물샘 자극과 가죽에 의해 제한적으로 효과가 있는 것으로 밝혀졌다.

## 제작
CS 가스는 Knoevenagel 축합과정과 2-클로로벤즈알데하이드의 반응으로 합성된다.:

ClC6H4CHO + Malononitrile|H2C(CN)2 → ClC6H4CHC(CN)2 + H2O
이 반응에는 피페리딘 혹은 피리딘 등의 촉매가 쓰인다. CS가스의 제작 방법은 Carson과 Staughton이 개발했을 때 그대로의 방식을 사용한다. 다른 방식으론, 용매를 쓰지 않고, 극초단파를 이용하여 CS 가스의 생성을 촉진시키는 방법이 있다.

## 영향
많은 종류의 최루가스와 무능력 제들은 눈물이 나오며, 메스꺼움과 사람을 바닥에 엎드리게 만들어버린다. CN 가스와 CS가스는 광범위하게 알려지고 사용되었지만, 세계에는 15개나 되는 다른 최루가스가 개발되었다. CS 가스는 다른 화학무기에 비해서 독성이 약하며, 효과가 강하다는 장점으로 인기를 끌고 있다. CS 가스가 효력을 떨치기 위해서는 일단 용매에 녹인 다음에 뿌리던가 아님 에어로졸을 이용하는 방법이 있다. 용매에 녹인 CS 비말은 증발하여 사람의 피부에 자극을 주게 된다.
CS 가스에 사람이 접촉하게 되면, 구토와 더불어 피부가 타는 듯한 느낌을 받게 된다.
피부와 눈의 습기와 반응하게 되면, 타는 듯한 느낌과 더불어 즉각적으로 눈을 감지 못하게 된다. 이로 인해서 눈물이 나오게 되고, 코의 점막과 목의 점막도 자극을 받아서 콧물을 쏟아내게 되며, 혼미해지며, 현기증과 숨을 잘 못 쉬게 된다. CS 가스는 높은 농도에서 기침과 구토를 유발하게 된다. CS 가스의 효과는 CS 가스를 털어버린후 몇분동안 지속된다.

## 독성
비록 CS가스가 치사율이 없는 안전한 가스라 군중 진압에 사용되지만, 많은 연구에서는 CS 가스의 독성 등급에 대한 의문을 쌓아가고 있다. CS 가스가 폐에 상처를 주고, 간과 심장에 영향을 준다는 연구 결과가 있다.

## 해독
CS 가스는 5%의 산성아황산나트륨을 녹인 물로 몸을 씻어내는 것이 있으며, 눈을 빨리 제독하는 방법에는 소금물을 눈에 흘리는 것이 있다. 이렇게 하면 시력은 금방 돌아오지만, 고통은 지속되며, 숨 쉬는 것도 힘들다.

## 사용
비록 여러 가지 문제점들이 있지만, CS 가스는 여러 국가에서 범죄자들을 잡는데 기여하고 있다.
CS 가스는 1993년 화학 무기 금지 조약에 의해 금지되었으나, 앙골라, 이집트, 조선민주주의인민공화국(북한), 소말리아, 시리아는 가입하지 않았다. 이 조약은 군사적 목적에 한해서만 제한하는 것이지, CS 가스 자체를 제한하는 것은 아니다. 예로 현재 대한민국에서는 화생방 훈련에 쓰이고 있다.

## 같이 보기
- 페퍼 스프레이
- 화학 무기 금지 조약